# Takhion
Takhion est un drone de reconnaissance tactique russe. L'appareil a été créé par Izhmash qui fait partie du groupe Kalashnikov il est introduit en 2012 et en janvier 2015 les tests d'état commencent.

## Description
Le Takhion est un drone de reconnaissance construit sur le principe de l'aile volante. Il est alimenté par une pile à combustible qui alimente une hélice à trois pales située sur le nez de l'appareil. Différents types de caméras peuvent être installés sous le drone (caméra infrarouge, caméra photo...). Son rayon d'action est de 40 km. Sa durée de vol est de 6 h, son plafond est de 4 000 m. Conçu pour voler de jour comme de nuit et sous toutes les conditions météo.
Il est surtout utilisé par l'artillerie.

## Histoire opérationnelle
Un drone a été abattu en 2017 lors de son engagement durant la guerre du Donbass.

## Opérateur militaire
- Russie

## Galerie d'images

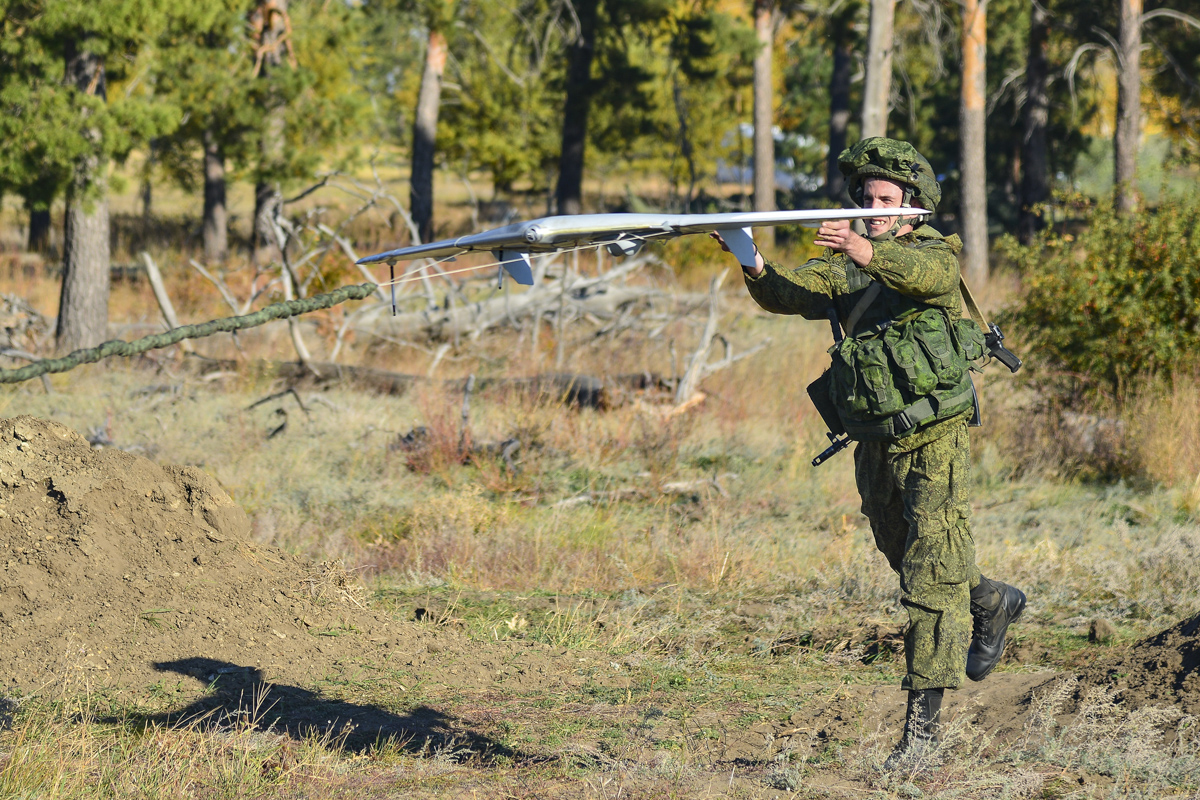
Lancement sans rampe, à la main
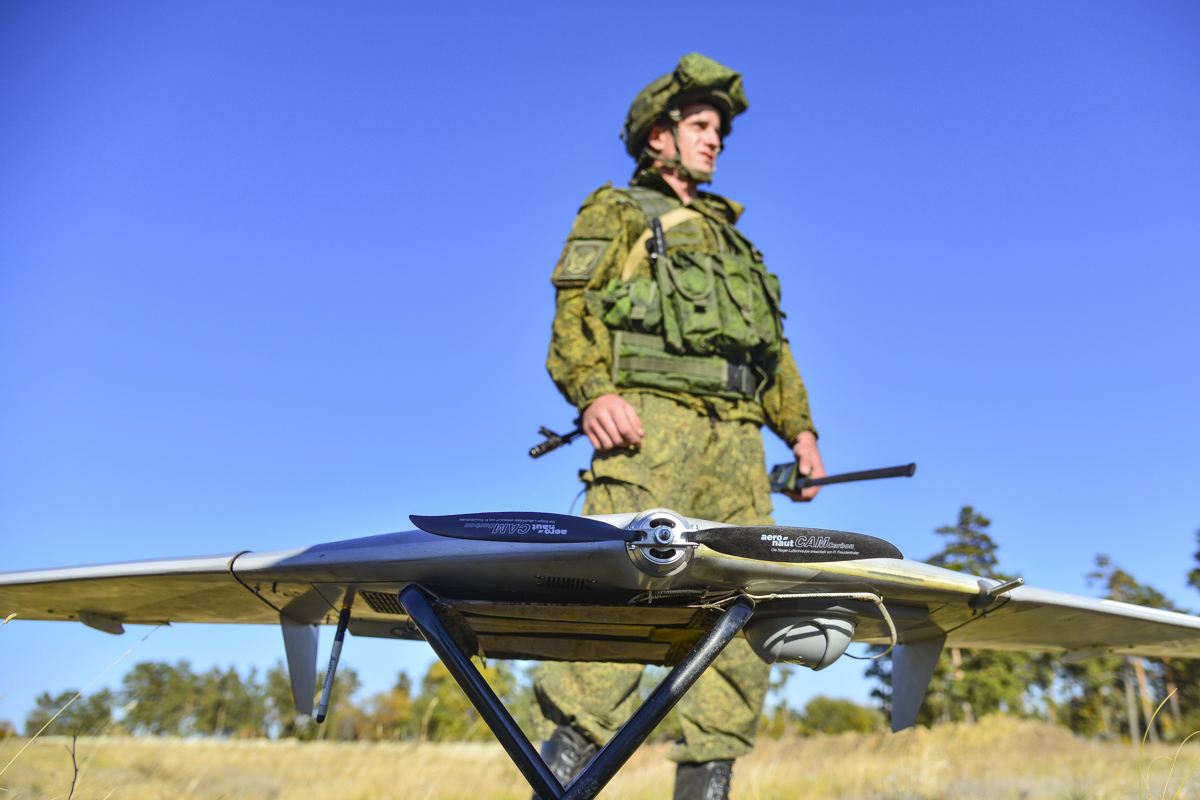
A l'engagement
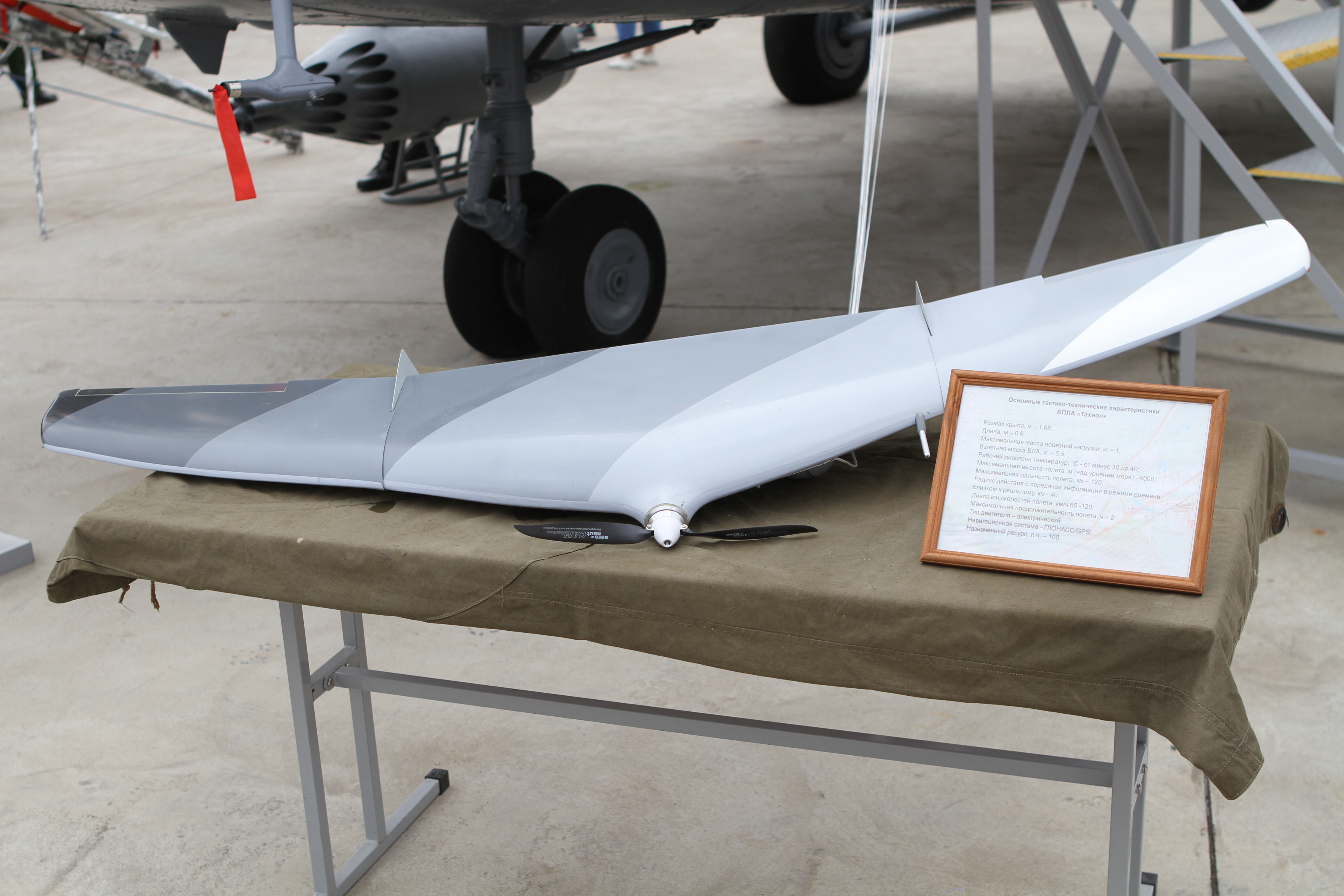